# Temple Grandin - Una donna straordinaria
Temple Grandin - Una donna straordinaria è un film per la televisione del 2010 diretto da Mick Jackson, che racconta la vita di Temple Grandin, una donna con autismo che ha rivoluzionato le pratiche per il trattamento degli animali negli allevamenti di bestiame.

## Trama
Il film inizia con la visita estiva di Temple presso il ranch di sua zia, in cui lavorerà. Temple era sempre stata affascinata dagli animali e sembrava molto interessata a una macchina che abbracciava le vacche per calmarle. Un giorno, durante un attacco di panico, Temple entra nella macchina e la mette in funzione, calmandosi. Quando Temple inizia a frequentare il college, il recarsi nel suo dormitorio la rendeva molto nervosa.
Ebbe un altro attacco di panico nella sua stanza, ma sua madre le dava spazio chiudendo la porta. Subito dopo, la madre ebbe un flashback di quando Temple era piccola e aveva bizze implacabili. In quel momento a Temple fu diagnosticato lo spettro autistico in cui sembrava lontana, non parlava ancora ed evitava il contatto umano e memorizzava visivamente, con immagini. Il medico allora suggerì l'immissione di Temple in un istituto ma la madre rifiutò e aiutò Temple ad adattarsi al mondo di tutti i giorni.
Durante gli anni del college Temple costruì una Macchina di Compressione, che aveva progettato per sé stessa in quanto non gradiva il contatto fisico con le persone: la macchina abbracciava e stringeva tutto il suo tronco per calmarla, mentre Temple controllava i suoi attacchi di panico. Anche se la macchina funzionava, la scuola gliela sottrasse ritenendo che si trattasse di un dispositivo ad uso sessuale. Temple allora cercò di riappropriarsene ma invano.
Dopo qualche tempo, al termine di una pausa primaverile, Temple e la zia tornarono a scuola per convincere i responsabili a lasciarle usare il dispositivo. Temple poi riuscì a dimostrare, testandola, che era solo un dispositivo calmante e, di conseguenza, le fu permesso di tenerla. In seguito, a Temple tornarono in mente dei flashback di quando era entrata nel nuovo liceo. Fu espulsa da quello precedente perché un bambino le fece del male e lei lo colpì con un libro. Lì, aveva incontrato un insegnante di sostegno, il Dottor Carlock, che l'aveva incoraggiata a proseguire nella carriera della scienza e a proseguire gli studi fino alla fine. Temple si laureò al college e trovò impiego in un ranch.
Qualche tempo dopo venne assunta dal giornale locale come reporter nel campo bovino; dopo aver pubblicato diversi articoli riguardanti i metodi di allevamento bovino, riuscì a costruire una nuova vasca di immersione e modificò un macello per le vacche in modo che fosse molto più umano e sicuro. Intanto il suo insegnante morì e Temple non riusciva a crederci, avendolo visto solo il giorno precedente.
Il film si conclude con un convegno sull'autismo, a cui Temple e sua madre assisterono. Temple parla in mezzo alla folla e spiega ai presenti come ha superato le sue difficoltà ed è stata in grado di raggiungere il traguardo accademico, e di come sua madre l'aveva aiutata molto nel confronto con il mondo quotidiano. Le persone restano talmente affascinate dalle sue parole, da chiederle di raccontare direttamente in pubblico la sua storia.

## Distribuzione
Il film ha debuttato sulla HBO il 6 febbraio 2010, ottenendo riscontri positivi. A luglio dello stesso anno riceve sette Emmy Award, tra cui quelle per miglior film e miglior attrice in una miniserie o film TV.
In Italia il film è stato trasmesso il 26 ottobre 2010 su Sky Cinema 1.

## Premi

### Vinti
- Roma Fiction Fest 2010
  - Miglior attrice (Claire Danes)
- Premi Emmy 2010
  - Migliore film per la televisione
  - Migliore attrice in una miniserie o film per la televisione (Claire Danes)
  - Migliore attore non protagonista in una miniserie o film per la televisione (David Strathairn)
  - Migliore attrice non protagonista in una miniserie o film per la televisione (Julia Ormond)
  - Migliore regia per una miniserie o film per la televisione (Mick Jackson)
  - Miglior montaggio single-camera per una miniserie o film per la TV (Leo Trombetta)
  - Migliori musiche per una miniserie, film per la TV o special (Alex Wurman)
- Satellite Awards 2010
  - Miglior film per la televisione
  - Miglior attrice protagonista in una miniserie o film per la televisione (Claire Danes)
  - Miglior attore non protagonista in una serie, miniserie o film per la televisione (David Strathairn)
- Golden Globe 2011
  - Miglior attrice in una mini-serie o film per la televisione (Claire Danes)
- Screen Actors Guild Awards 2011
  - Miglior attrice protagonista in una miniserie o film per la televisione (Claire Danes)

### Candidature
- Premi Emmy 2010
  - Migliore attrice non protagonista in una miniserie o film per la televisione (Catherine O'Hara)
  - Migliore sceneggiatura per una miniserie o film per la televisione (Christopher Monger e Merritt Johnson)
  - Miglior direzione artistica per una miniserie, film o speciale (Richard Hoover, Meghan C. Rogers e Gabriella Villarreal)
  - Miglior casting per una miniserie, film o speciale (David Rubin, Richard Hicks e Beth Sepko)
  - Miglior acconciatura per una miniserie o film (Georgie Sheffer e Charles Yusko)
  - Miglior design di una sigla (Michael Riley, Zee Nederlander, Dru Nget e Bob Swensen)
  - Miglior trucco per una miniserie o film (Tarra Day e Meredith Johns)
  - Miglior montaggio sonoro per una miniserie, film o speciale (Bryan Bowen, Vanessa LaPato, Paul Curtis, Petra Bach, Bruce Tannis, Ellen Segal, David Lee e Hilda Hodges)
- Satellite Awards 2010
  - Miglior attrice non protagonista in una serie, miniserie o film per la televisione (Catherine O'Hara)
- Golden Globe 2011
  - Miglior miniserie o film per la televisione
  - Miglior attore non protagonista in una serie (David Strathairn)
- Screen Actors Guild Awards 2011
  - Miglior attrice protagonista in una miniserie o film per la televisione (Catherine O'Hara)
  - Miglior attrice protagonista in una miniserie o film per la televisione (Julia Ormond)